# Cajanus cajan
El guandú, frijol de palo, frijolillo, frijol chícharo, palo de gandules o quinchoncho (Cajanus cajan) es una leguminosa arbustiva de hojas alternadas trifolioladas, similar al guisante. Se discute sobre si su origen es África o India, pero se cultiva desde hace por lo menos 3 mil años. Además, es una semilla muy saludable de ingerir y consumida en países hispanoamericanos como Colombia, Costa Rica, Ecuador, Panamá, Paraguay, Puerto Rico, República Dominicana, Venezuela, entre otros.

## Denominaciones regionales
- España: gandul y cajano. [6]

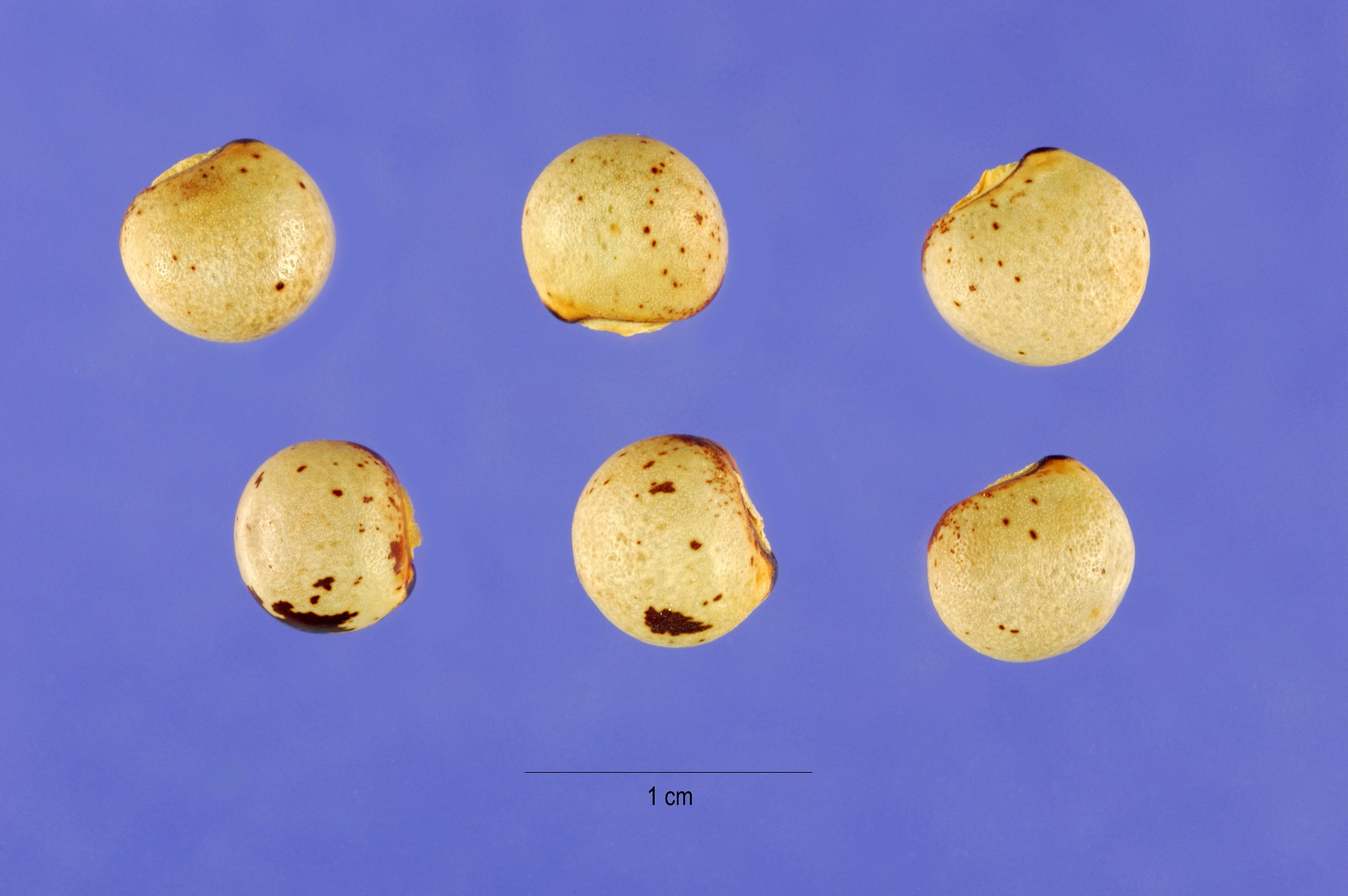
Guandules.

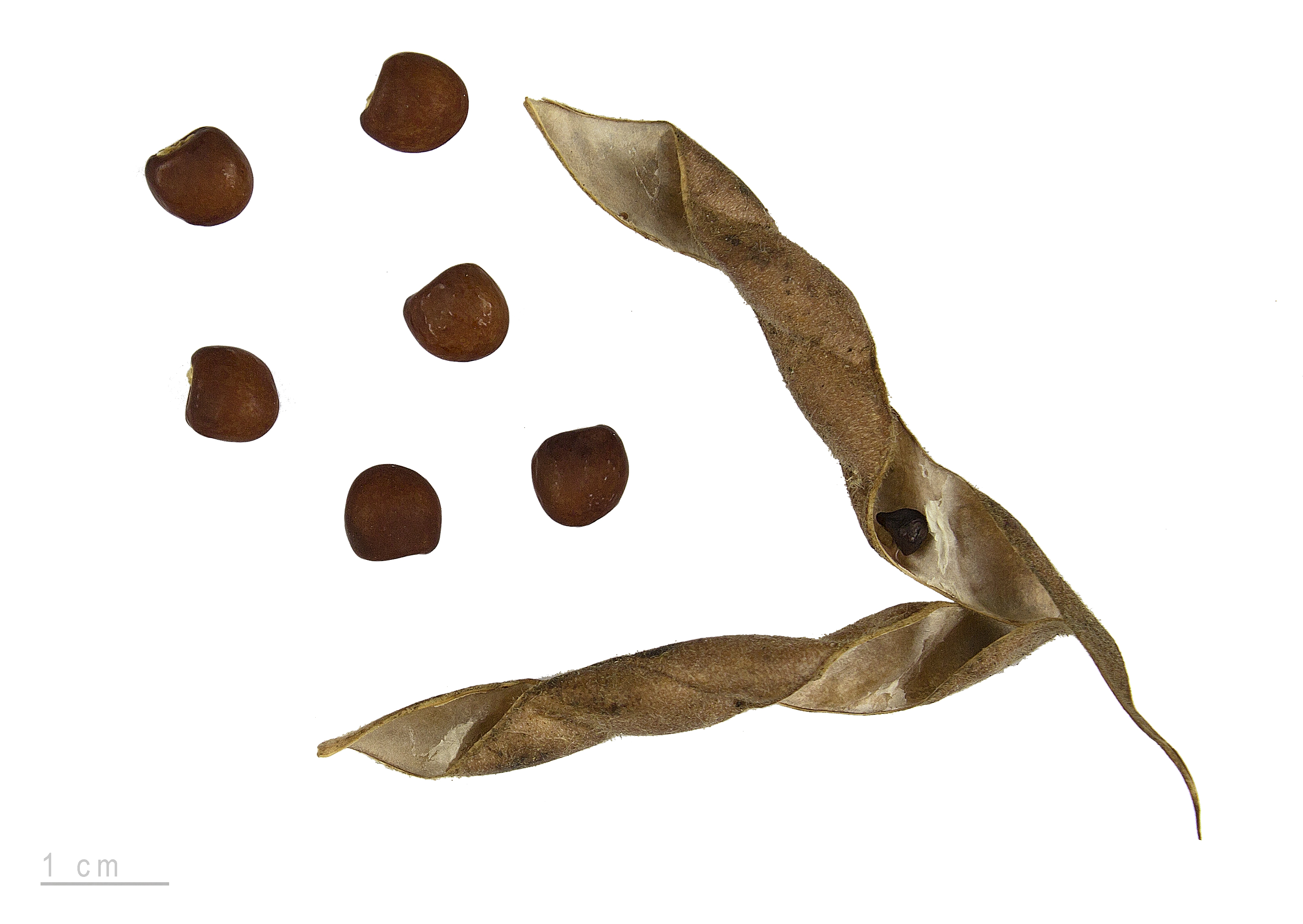
Cajanus cajan - MHNT

- República Dominicana: guandul,[7] guandules y gandules.
- Colombia: guandú, guandul.
- Costa Rica: gandul,[8] frijol de palo.
- Honduras, Guatemala y Nicaragua: gandul.
- Cuba: frijol caballero, frijol arveja, chícharo. [9]
- Ecuador: arveja, frejolito de palo.
- Panamá: guandú y frijol de palo.
- Paraguay: kumanda yvyrai y Guandu.[10]
- Perú: lenteja, frejol de palo.
- Puerto Rico: gandul, gandules
- Venezuela: chícharo, Juan duro, quinchoncho.

En otros idiomas, están las siguientes denominaciones:
- Inglés: Pigeon pea, Congo pea, Angola pea, no-eye pea, gungo pea y puerto rican pea.
- Portugués: Guandu, feijão-congo, andu, anduzeiro, guandeiro, guando, feijão-guandu, feijão-guando, y feijão-bóer.
- Francés: Pois d´angole.
- Italiano: Caiano.
- Alemán: Straucherbsen.

En el subcontinente indio y sudeste asiático tiene varios nombres según el idioma: Arhar (hindi y bengalí); red gram, toovar o toor (guyaratí, marati y punyabí); toovaram pauppu (Tamil); toovara (malayo); togari (canarés); kandi (télugu); sândaek kléng o sândaek kroap sâ (jemer).

## Producción
La producción mundial de gandul seco la encabeza claramente India, con un 78.19% de la producción y aumentándola cada año (lo que significa unas 3.911.500 toneladas durante el año 2023), seguido de lejos por Malaui (10.85% y creciendo) y Birmania (5.83%, en este caso decreciendo). Otros productores con menos del 2% son Tanzania, Kenia, Haití, República Dominicana, Nepal, Uganda y la República Democrática del Congo. 

## Etimología
La palabra gandul y sus otras formas provienen de la palabra wandu en el idioma Kikongo o de oanda en el idioma Kimbundu, ambas en referencia a la misma planta.

## Características
Es una planta semiperenne, puede durar en campo hasta los cinco años, aunque en algunas producciones se maneja como cultivo de ciclo corto hasta uno o dos años. Tiene la capacidad de fijar una elevada cantidad de nitrógeno en el suelo. Además, su raíz penetrante es bastante útil para descompactar los suelos.
Planta que mide de 1 a 3 m de altura, con soportes de 0.5 a 3 cm, hojas alargadas divididas en 3, agudas en la punta con pelos en el reverso. Las flores tienen pétalos amarillos y miden 2 cm, y tienen un cáliz cubierto de vellos. El fruto es una vaina con de 2 a 5 semillas, de 5 a 8 cm de largo, de ancho las semillas miden de 7 a 8 mm.

## Propiedades

### Química
En la corteza de la raíz de Cajanus cajan se han detectado los flavonoides cajaflavona, cajaisoflavona, 2’-O-metil-cajanona, 7-O-beta-D-glucósido de 2’-5-7-trihidroxi-isoflavona y genisteín; los triterpenos alfa y beta-amirín y lupeol; los esteroles daucosterol y beta-sitosterol.
En las semillas, los flavonoides cajanín, cajanol,  fitoalexina 3, daidzeín, formononetín e isowhighteona; y el componente bencénico ácido para-hidroxi-benzoico. En las hojas se encuentran los esteroles campesterol, estigmasterol y beta-sitosterol; el triterpeno lupeol y el bencenoide ácido gentísico. En el tallo y la raíz se encuentran el flavonoide cajanol, además de cajanona sólo en la raíz. De la savia se ha aislado el alcaloide alantoina.

## Usos
Sus semillas son utilizadas en la alimentación humana y como forraje para la alimentación animal. Contienen entre 10 y 17 % de proteína.
Es un grano muy utilizado en la culinaria del Caribe en países como Colombia, particularmente en el Caribe Colombiano (donde se elaboran sopas con carne de vacuno salada, cerdo ahumado, bocachico y en la preparación de dulces en la época de Semana Santa), Panamá, Puerto Rico, República Dominicana y Venezuela. En Puerto Rico se prepara arroz con gandules; en República Dominicana, moro de guandules; y en Panamá, arroz con guandú, donde se prepara con coco, y es un plato nacional.
En la medicina tradicional sus hojas se cuecen para baños que alivian la gripe.

### Colombia

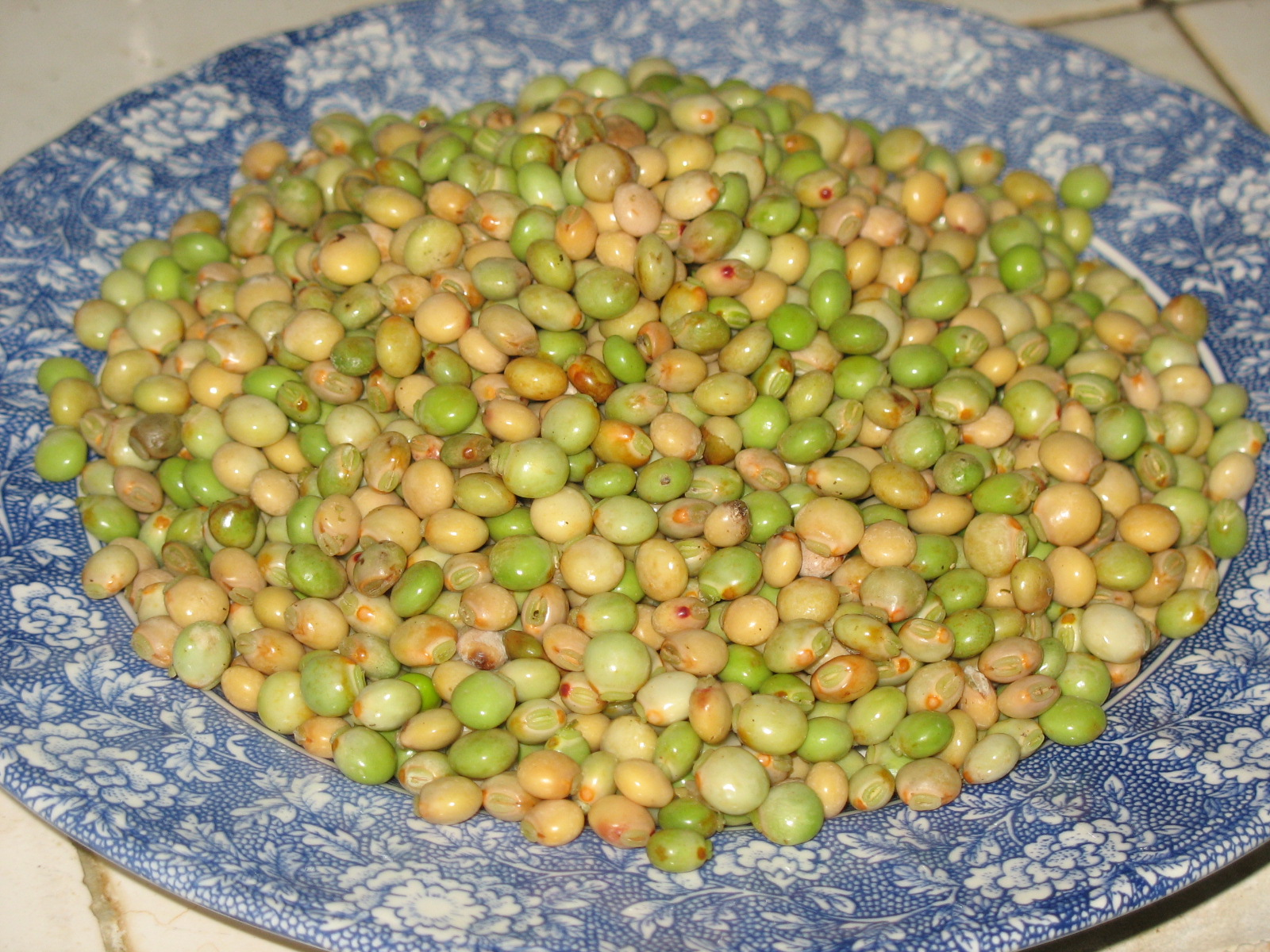
Guandules de Sincé (Colombia).

El sancocho o sopa de guandú con carne salada es uno de los platos típicos del departamento del Atlántico y de su capital, Barranquilla. Además de los guandules y la carne salada, se prepara con yuca, ñame, plátano maduro, condimentos como el comino y verduras. El plátano maduro le da su característico sabor dulzón que contrasta con el amargo del guandú y el salado de la carne. Se acompaña con una porción de arroz blanco o de arroz con coco. Algunos, en vez de carne salada, utilizan bocachico frito y también se le añade chicharrón. El guandul empieza a brotar hacia fin de año y alcanza su punto máximo de cosecha en febrero, por lo que el sancocho de guandul con carne salada se considera el plato del carnaval de Barranquilla. En el departamento de Sucre, el guandul se prepara en una sopa similar a la que se prepara en el Atlántico (pero sin plátano maduro) y en arroz.
El dulce de guandú es muy apetecido en los departamentos de Atlántico, Bolívar, Sucre y Córdoba. 
En Sibarco, municipio de Baranoa (Atlántico), se celebra anualmente en enero el Festival del Guandul.
En la region de La Sabana (Sucre, Córdoba, Bolívar), se hace mote de guandul (sopa espesa). Esta preparación es común en Semana Santa y lleva guandul, ñame, plátano amarillo, cebolla, ajo, y no lleva carne.

### Costa Rica
En el Caribe costarricense, con esta legumbre se prepara un plato llamado rice and beans, que además del guandú lleva arroz, leche de coco, tomillo y ají panameño (una variedad de Capsicum chinense, llamado en el Caribe anglohablante Scotch bonnet); aunque comercialmente se prepara con otros tipos de frijol más accesibles como el frijol rojo, u otras especies diferentes como el black-eyed pea, cabecita negra o carita (Vigna unguiculata).
Dado el crecimiento casi arbóreo de esta legumbre, en algunos lugares del interior de Costa Rica se conoce como frijol de palo; sin embargo, el nombre guandú es el más generalizado en el Caribe y la frontera sur con Panamá.

### Panamá
La forma usual de comer guandú en Panamá es el resultado de la fusión de dos platos caribeños, el rice and beans, que también se suele preparar con otras menestras (cabecita negra, poroto, lenteja) y el arroz con coco.
Cuando la base es arroz blanco, se llama "arroz con guandú", cuando es arroz con coco, se le llama "arroz con guandú y coco".
En algunos lugares del interior de Panamá suelen referirse a esta legumbre como frijol de palo, aunque el nombre guandú es el más generalizado. Esta planta ofrece dos variedades, el aromático, conocido localmente como guandú oloroso, generalmente de color morado, el cual tiñe el arroz de dicho color, y el no aromático, generalmente de color verde. Hacia fines de año se empieza a ofrecer en los mercados.
La forma usual de adquirirlo es comprándolo al vendedor ambulante, que lo vende desgranado y embolsado. Otros vienen enlatados. 
La otra forma de comer guandú en Panamá es en guacho. El guacho es un sopa espesada con arroz que lleva ñame, yuca, culantro (culantro de burro), verduras y alguna carne, que puede ser res, rabito de puerco salado o chicharrón.

### Paraguay
Se conoce en Paraguay como kumandá yvyra'i, que significa en guaraní poroto de arbolito. Se utiliza muy poco en la alimentación humana, siendo más usado como abono verde, descompactador del suelo y para uso medicinal para la gripe y afecciones respiratorias

### Venezuela
Su nombre generalizado es Quinchoncho, rara vez se le llama Guandul
Es una comida típica en Venezuela generalmente se preparan con carne preferiblemente de carnero u ovejo que se le agrega a la sopa; también se preparan  quinchonchos guisados los cuales se acompañan con arroz blanco o amarillo, o como acompañamiento puede ser carne de pollo, res o cerdo, plátano maduro o tajadas y ensalada. también se les añade leche de coco con coco rallado. en ocasiones se separan quinchonchos ya cocidos, se escurren y se les agrega vinagre y cebolla picada en cuadrito y eso sería una ensalada de Quinchinchos.

### República Dominicana
Se utiliza en la República Dominicana como parte de comidas típicas. Regularmente se preparan los guandules guisados, los cuales forman parte del acompañamiento del arroz blanco, con carne guisada (ya sea esta pollo, res o cerdo) y ensalada verde. Asimismo, a los guandules guisados se les añade leche de coco, teniendo como resultados unos guandules con coco. También se utilizan los guandules en el típico plato denominado moro de guandules, que se prepara con coco y pescado; así como el arroz y guandules con pollo frito o al horno, acompañado de ensalada verde.

## Taxonomía
Cajanus cajan fue descrita por (L.) Huth y publicado en Helios 11: 133. 1893.
Sinonimia
- Cajan cajan (L.)Millsp.
- Cajan indorum Medik.
- Cajanus bicolor DC.
- Cajanus cajan (L.)Huth
- Cajanus cajan var. bicolor (DC.)Purseglove
- Cajanus cajan var. flavus (DC.)Purseglove
- Cajanus flavus DC.
- Cajanus indicus Spreng.
- Cajanus indicus var. bicolor (DC.)Kuntze
- Cajanus indicus var. flavus (DC.)Kuntze
- Cajanus indicus var. maculatus Kuntze
- Cajanus inodorum Medik.
- Cajanus inodorus Medik.
- Cajanus luteus Bello
- Cajanus obcordifolius V.Singh
- Cajanus pseudo-cajan (Jacq.)Schinz & Guillaumin
- Cajanus striatus Bojer
- Cytisus cajan L.(1753)
- Cytisus guineensis Schum. & Thonn.
- Cytisus pseudo-cajan Jacq.
- Cytisus pseudocajan Jacq.
- Phaseolus balicus L.[1]